# آيت عبدي (آيت أكطيف)
آيت عبدي هو دُوَّار يقع بجماعة آيت أم البخث، إقليم بني ملال، جهة بني ملال خنيفرة في المملكة المغربية. ينتمي الدوّار لمشيخة آيت أكطيف التي تضم 4 دواوير. يقدر عدد سكانه بـ 484 نسمة حسب الإحصاء الرسمي للسكان والسكنى لسنة 2004.

## وصلات خارجية
- البوابة الوطنية للجماعات الترابية
- المندوبية السامية للتخطيط